# Manuel Amador Guerrero
Manuel Amador Guerrero (ur. 30 czerwca 1833 w Turbaco, Kolumbia, zm. 2 maja 1909 w San Felipe, Panama) – panamski lekarz i polityk, uczestnik ruchu na rzecz oderwania Panamy od Kolumbii, szef tymczasowego rządu od 1903 do 1904, pierwszy prezydent Panamy od 20 lutego 1904 do 1 października 1908. Członek Partii Konserwatywnej.